# Balkan Beat Box
Balkan Beat Box es un grupo musical de Israel integrado por el exmiembro de Gogol Bordello Tamir Muskat, Ori Kaplan de Firewater y Big Lazy, y Tomer Yosef. Como proyecto musical colaboran a menudo con otros músicos tanto en estudio como en vivo. Para los shows en vivo, la banda está conformada por: Tomer Yosef, Ben Hendler, Itamar Ziegler, Eyal Talmudi, Uri Kinrot, Jeremiah Lockwood, y Peter Hess. Entre sus otros colaboradores se encuentran Victoria Hanna y Hassan Ben Jaffar.

## Historia
Ori Kaplan y Tamir Muskat, los fundadores de la banda, se conocieron de adolescentes en Brooklyn, Nueva York. Ambos crecieron con la música: Kaplan fue un clarinetista klezmer y Muskat fue baterista en un grupo punk. Cuando empezaron a tocar juntos tuvieron problemas encontrando un estilo que los represente, es por eso que decidieron crear uno. Establecieron su sonido propio al fusionar los estilos musicales del Mediterráneo y los Balcanes con el hip-hop y el dancehall. Además, estuvieron fuertemente influenciados por el dub jamaiquino. El objetivo del grupo era tomar tradiciones musicales antiguas y fusionarlas con el hip hop para crear una nueva mezcla de estilos por fuera del contexto de la world music y de esa manera atraer nuevos oyentes. De chicos sentían que la música tradicional era obsoleta y que no reflejaba adecuadamente sus experiencias de la creciente cultura mundial, es por eso que esperaban aportar una nueva relevancia a esas viejas formas musicales. También querían fomentar la paz entre los ciudadanos globales al combinar músicas tradicionales de distintas partes del mundo, con la esperanza de que al hacer esto podrían generar paz y la convicción en la eliminación de las fronteras políticas.  
Tanto el primer álbum (lanzado 2005) y el segundo titulado Nu Med (lanzado en 2007), recibieron aclamación mundial. Mientras que el primero se focalizó en los sonidos mediterráneos, el segundo álbum tuvo más influencias árabes y españolas. La canción Bulgarian Chicks (incluida en su primer disco) se hizo popular en clubes y salones de baile, demostrando que la escena musical estaba lista para aceptar formas musicales diversas e híbridas.
Desde diciembre de 2006, Tomer Yosef es considerado un miembro clave del grupo, representado de esta manera en el logo y las fotos de prensa.  
Citan a Boban Marković, Rachid Taha, Fanfare Ciocarlia, Manu Chao, y Charlie Parker entre sus influencias musicales.

## Miembros del grupo
Miembros oficiales
- Tomer Yosef - cantante, percusión, samples
- Ori Kaplan - saxo
- Tamir Muskat - batería, percusión, programación

Músicos invitados en los shows en vivo
- Itamar Ziegler - guitarra, bajo
- Ben Hendler - bajo
- Uri Kinrot - guitarra, saxo
- Jeremiah Lockwood - guitarra, coros
- Peter Hess - saxo
- Eyal Talmudi - saxo
- Dana Leon - trompeta, trombón

## Discografía

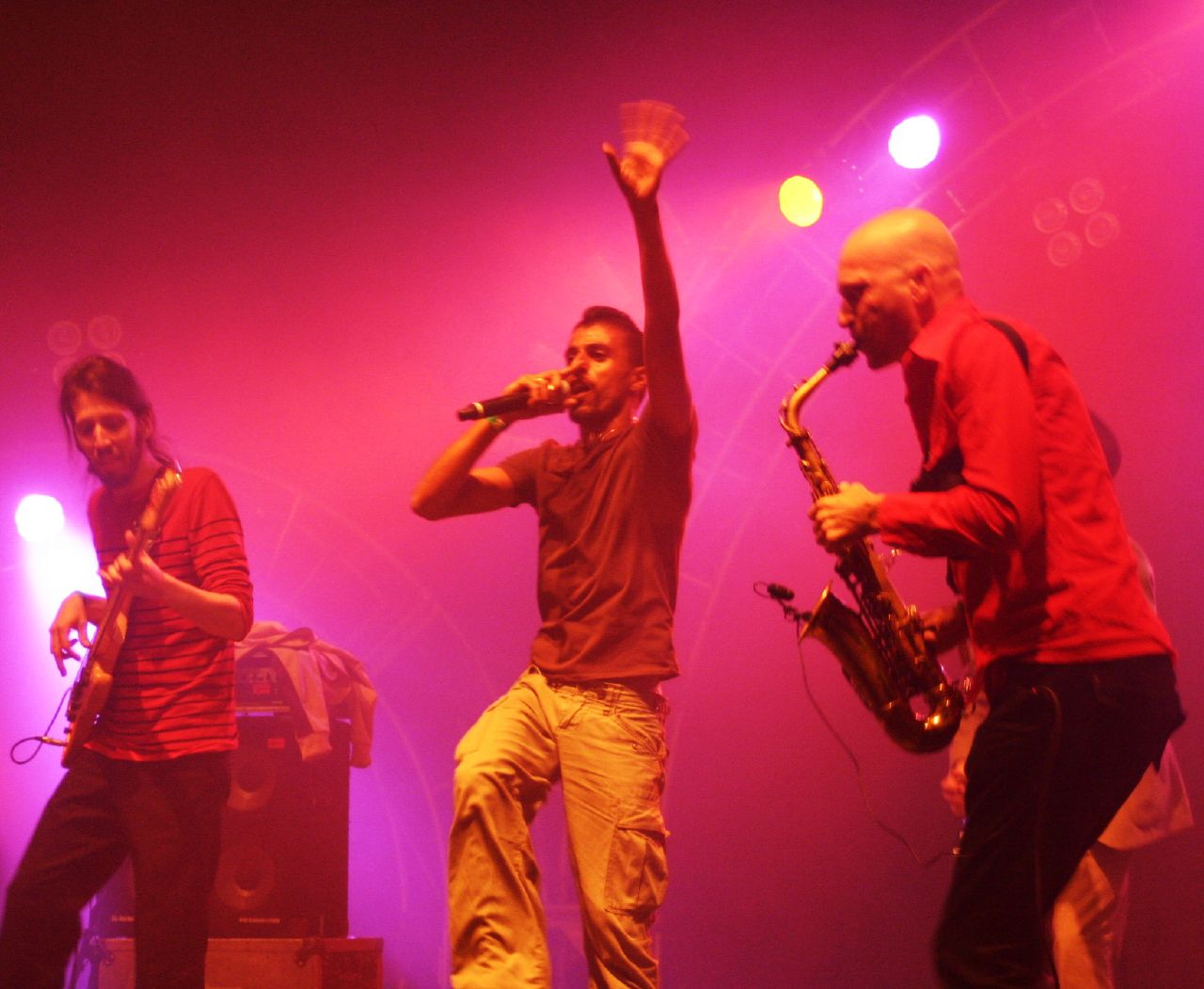
Balkan Beat Box en concierto

- Balkan Beat Box (2005) –editado por JDub Records
- Nu Med (2007) – editado por Crammed Discs, JDub Records
- Nu Made (Remixes) (2008) – editado por Crammed Discs
- Blue Eyed Black Boy (2010) – editado por Nat Geo Music and Crammed Discs
- Give (2012)
- Shout it Out (2016)